# Éric Antoine (magicien)
Pour les articles homonymes, voir Éric Antoine et Antoine.
Éric Antoine, né le 23 septembre 1976 à Enghien-les-Bains (Val-d'Oise), est un magicien-humoriste, « humourillusioniste », metteur en scène de théâtre et animateur de télévision français.
Dans son rôle d'animateur sur M6, il est à la tête des émissions Lego Masters (depuis 2020), Les Traîtres (depuis 2022), Le Juste Prix (depuis 2024) et La Roue de la fortune (depuis 2025).

## Biographie

### Famille
Éric Antoine est né le 23 septembre 1976 à Enghien-les-Bains. Il est l'aîné des trois enfants d'un père entrepreneur et d'une mère psychothérapeute d'origine italienne,. Il a également des origines juives par son arrière grand-mère et ne se dit pas de confession juive.

### Adolescence et études
Durant son adolescence, il souffre d'une très importante crise de croissance. Souvent alité, il se passionne alors pour la magie. Il suit sans grande conviction des études de médecine puis de psychologie.

### Formation artistique
Il se forme aux métiers de la scène en suivant l'École internationale de théâtre de Jacques Lecoq et prenant des cours au Charpentier Art Studio où il apprend le mime, le mélodrame, la comédie et le jeu de clown,.
C'est dans cette école de Jacques Lecoq qu'il rencontre en septembre 2001 sa femme Calista, avec qui il a deux enfants.

### Carrière
Il écrit, met en scène et interprète en 2000 l'un de ses premiers spectacles, La journée d’un magicien, dans lequel il allie la comédie et la magie. Suivent plusieurs spectacles dont en 2005, Satisfait ou remboursé, au théâtre Trévise. Cet admirateur de Woody Allen s'inspire notamment de l'humour juif.
Éric Antoine se fait connaître du grand public grâce à la première saison du télé-crochet Incroyable talent en 2006 sur M6.
Entre 2009 et 2011, il sillonne la France pour son spectacle Réalité ou illusion ?.
Il enchaîne avec des représentations en 2011 au Petit Montparnasse à Paris pour son spectacle Mysteric, puis en 2012 au Casino de Paris,. Son quatrième spectacle se nomme Magic Delirium.
Dans ses spectacles, il est accompagné d'un assistant habillé en noir et persuadé d'être invisible, nommé Bernard Black et joué par son épouse australienne Calista Sinclair-Antoine. Dans le spectacle Magic Delirium, elle joue deux personnages : Bernard Black et une assistante de magicien féministe nommée Lindsay Sinclair.
Il participe aussi à des émissions télévisées, comme Rire contre le racisme ou dans Vivement Dimanche, dont il est l'un des chroniqueurs depuis 2010.
En 2015, il intègre le jury de l'émission télévisée La France a un incroyable talent diffusée sur M6 et anime régulièrement des émissions de divertissement et des jeux sur cette même chaîne depuis 2018, à l'instar des émissions Lego Masters et Les Traîtres.
En 2018, il achète le théâtre d'Aix. Durant la même année, il est acteur de doublage dans le film d'animation Destination Pékin ! où il prête sa voix à Peng, jars héros de cette production.
En 2022, il joue dans le téléfilm Tous Inconnus.
Depuis le 11 mars 2024, Éric Antoine anime l'émission Le Juste Prix sur M6, succédant ainsi à Vincent Lagaf'.
Depuis le 27 janvier 2025, Éric Antoine anime l'émission La Roue de la fortune sur M6.

### Particularités
Mesurant 2,07 m, il dit lui-même « 2 m + 7 cm d'érection capillaire » ; il se décrit lui-même comme « le plus grand magicien du monde, par la taille, pas par le talent ». Cette « érection capillaire » est produite avant chaque spectacle[réf. souhaitée], Éric Antoine tirant sur ses cheveux et y applique un spray pour donner un air de savant fou.

### Vie privée
En mai 2023, il annonce sa séparation avec Calista Sinclair.
En février 2025, il officialise sa relation avec la présentatrice Gennifer Demey, de seize ans sa cadette.

## Engagements
Parrain de l’association Magie à l’hôpital depuis 2013 pour les enfants hospitalisés, il participe en multiplex le 11 septembre 2024 depuis l’Hôpital Necker pour enfants malades mais aussi en tant que parrain de l'association Magie à l’hôpital, à la plus grande journée de magie avec 50000 tours de magie dans 225 services pédiatriques des hôpitaux.
Il récolte 24 000€ au profit de l’association Magie à l’hôpital portant la cause des enfants hospitalisés et en longue maladie, en participant à l’émission caritative Fort Boyard et finit aux urgences.
À la suite de ses excuses pour l’utilisation d’une lionne en cage dans une de ses émissions en 2018, il s’est engagé à ne plus utiliser d’animaux et est maintenant un fervent défenseur de la cause animale. En 2021, il répond à l’appel de Télé-Loisirs pour parrainer un animal de la SPA pour une adoption responsable.
Devenu végétarien, en janvier 2022 au coté de Nagui, il défie les français au challenge Veganuary encourageant à manger végétal pendant le mois de janvier.
Il est parrain de l’édition 2023 du festival Partir en livre pour les jeunes organisé par le Centre National du Livre dont le thème est la liberté.
Le 18 juin 2023, Il participe au concert et gala caritatif « En cœur pour l'Ukraine » au Casino de Paris pour soutenir les hôpitaux ukrainiens.
Le 13 septembre 2023, il coanime avec Ophélie Meunier « Tous avec le Maroc » concert caritatif en partenariat avec la Croix-Rouge et au profit du Croissant-Rouge marocain pour les sinistrés du séisme au Maroc.
En faisant le retour en 2024 du Juste Prix sur M6 après 9 ans d’absence, il impose ses conditions en faveur des femmes. De même début 2025 lors du retour de La Roue de la fortune sur M6, où il fait le choix de ne pas prendre de co-animatrice, contrairement aux versions précédentes du jeu, au nom de son engagement féministe. Également en faveur des animaux (plus de viande ou de gains provenant de l’exploitation des animaux dont les sièges en cuir des voitures à gagner).

## Spectacles

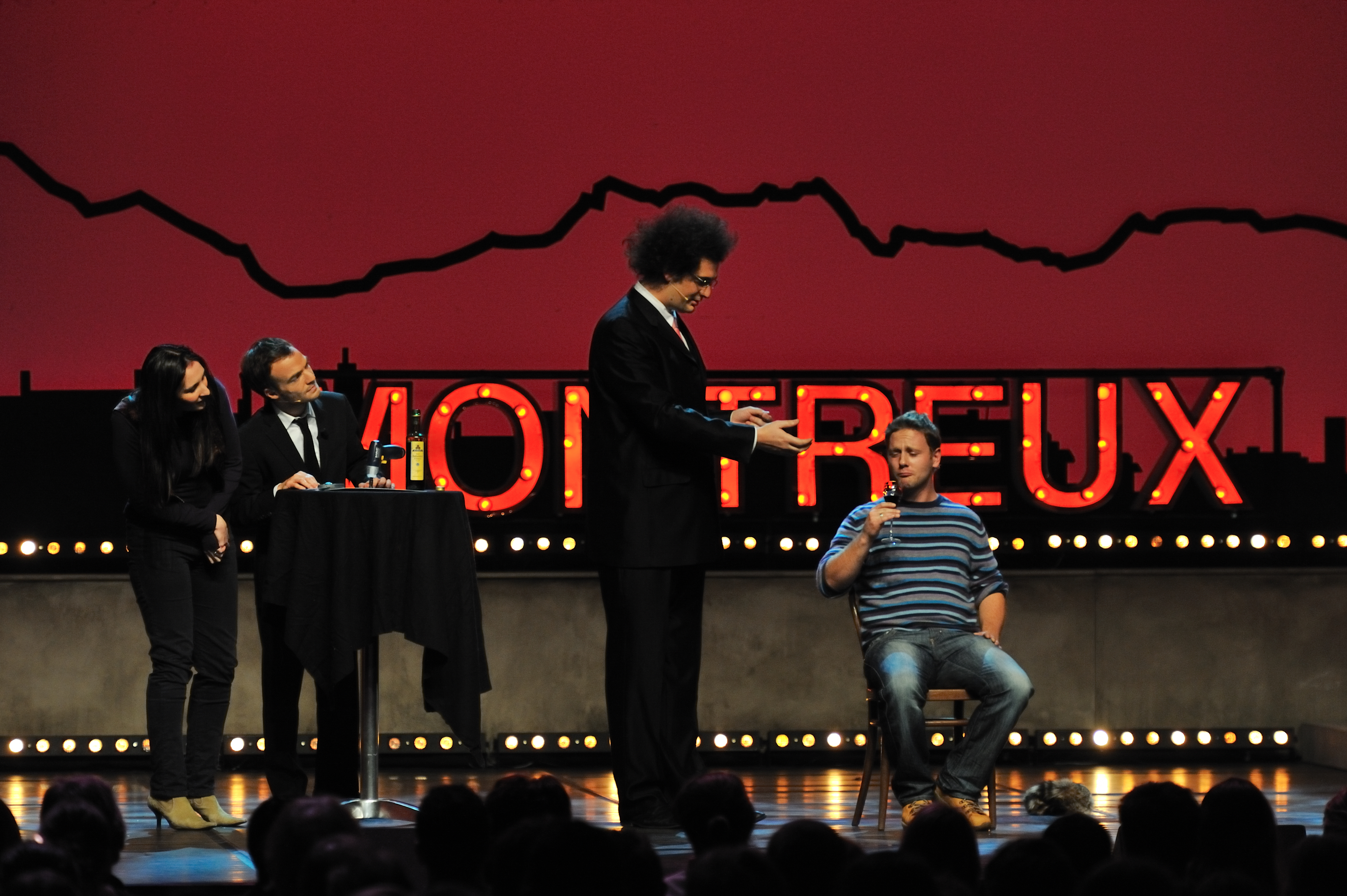
Éric Antoine en plein numéro lors du Festival de l'humour de Montreux 2010.

- 2005 - 2008 : Satisfait ou remboursé
- 2008 - 2011 : Réalité ou Illusion ?
- 2011 - 2014 : Mysteric
- 2014 - 2016 : Magic Delirium
- 2018 : Ze Best Of
- 2020 - 2021 : Connexions
- 2021 - 2022 : Grandis un peu !

## Filmographie

### Courts-métrages
- 2002 : À mots feutrés d'Yves Collignon
- 2011 : Fly by Knight de Woody Andrews : Terrance

### Téléfilms et séries télévisées
- 2003 : Domisiladoré (série sur France 2)
- 2005 : Léa Parker (M6) : le magicien (épisode Belles de nuit)
- 2006 : Hé M'sieur - Des yeux pour entendre (téléfilm sur TF1) : Sloban[39]
- 2013 : C'est la crise - saison 1, épisode 13 Un père parfait ? : le psychologue
- 2014 : Unnecessary Force (téléfilm) - épisode Half Dozen or Another : le suspect n°2
- 2022 : Scènes de ménages (soirée anniversaire 35 ans M6 : tous en scène !)
- 2022 : Caméra Café, 20 ans déjà, téléfilm de Bruno Solo et Yvan Le Bolloc'h
- 2022 : Tous Inconnus, téléfilm de Nicolas Hourès : lui-même
- 2023 : À propos d'Antoine (saison 1, épisode 5) : lui-même

## Émissions de télévision

### Participations
- 2006 : Incroyable talent - saison 1 (M6) : candidat
- 2008 - 2010 : Festival du rire de Montreux (France 4) : participant
- 2008 - 2010 : Paris fait sa comédie (TF1, France 2, France 4)
- 2009 - 2012 : Rire contre le racisme (France 2)
- 2009 : La Porte ouverte à toutes les fenêtres (France 4) : participant
- 2010 - 2018 : Vivement dimanche prochain (France 2) : chroniqueur
- 2011 : La France a un incroyable talent : Le rappel (M6) : participant
- 2014 : L'Art d'être rigolo (spectacle diffusé sur Comédie+) : participant
- 2014, 2015, 2017, 2019, 2020 : Les duos impossibles de Jérémy Ferrari (D8/C8) : participant
- 2015 et 2018 : Le Marrakech du rire (M6 et W9) : participant
- 2015 : Fort Boyard (France 2) : le magicien du fort (personnage)
- Depuis 2015 : La France a un incroyable talent (M6) : juré
- 2019 : Baby-sitter : star incognito sur Gulli : participant
- 2020 : Fort Boyard (France 2) : candidat
- 2020 : Boyard Land (France 2) : candidat

### Animateur
- 2008 : Ils sont fous ces humains (Gulli)
- 2013 : Éric Antoine fête le 31 (RTS Un)[40]
- 2015 : Les délires magiques de Lindsay et Éric Antoine (France 4)
- 2016 : Les délires magiques (France 4)
- 2017 : La soirée magique d'Éric Antoine (France 4)[41]
- 2018 - 2019 : Tous les vœux sont permis avec Éric Antoine (M6)
- 2018 : Audition secrète, avec David Ginola (M6)
- 2019 : L'incroyable show d'Éric Antoine (W9)
- 2019 : Together, tous avec moi, avec Garou (M6 puis W9)
- 2019 - 2020 : Éric Antoine, Rachid Badouri and Friends (C8)
- Depuis 2020 : Lego Masters (M6)
- 2022-2023 : Le plus grand karaoké de France, coprésentation avec Élodie Gossuin (M6)
- 2022-2023 : Qui peut nous battre ? (M6)
- Depuis 2022 : Les Traîtres (M6)
- 2022 : La Grande Battle musicale (M6)
- 2023 : Tous avec le Maroc (M6), coprésentation avec Ophélie Meunier
- Depuis 2024 : Le Juste Prix (M6)[42]
- 2024 : Préservez la biodiversité, c’est pas compliqué (M6)
- Depuis 2025 : La Roue de la fortune (M6)
- 2025 : 99 à battre (M6), coprésentation avec Juju Fitcats[43]

## Publications
- Magic optimystic : petit traité d'éternelle joie de vivre. Paris : Robert Laffont, 10/2018, 205 p.  (ISBN 978-2-221-19899-5). Rééd. sous le titre Petit Traité d'éternelle joie de vivre. Paris : Marabout, coll. Poche Marabout. Psy, 10/2020, 247 p.  (ISBN 978-2-501-15080-4)

### Romans jeunesse

#### SérieAbracadabra
1. La Baguette volée / en collaboration avec Bertrand Puard. Paris : Livres du Dragon d'or, 06/2022, 171 p.  (ISBN 978-2-8212-1551-1)
2. Le Cirque fantôme. Paris : Livres du Dragon d'or, 10/2022, 168 p.  (ISBN 978-2-8212-1581-8)
3. Le Trésor du corsaire. Paris : Livres du Dragon d'or, 03/2023, 168 p.  (ISBN 978-2-8212-1608-2)

## Galerie de photographies

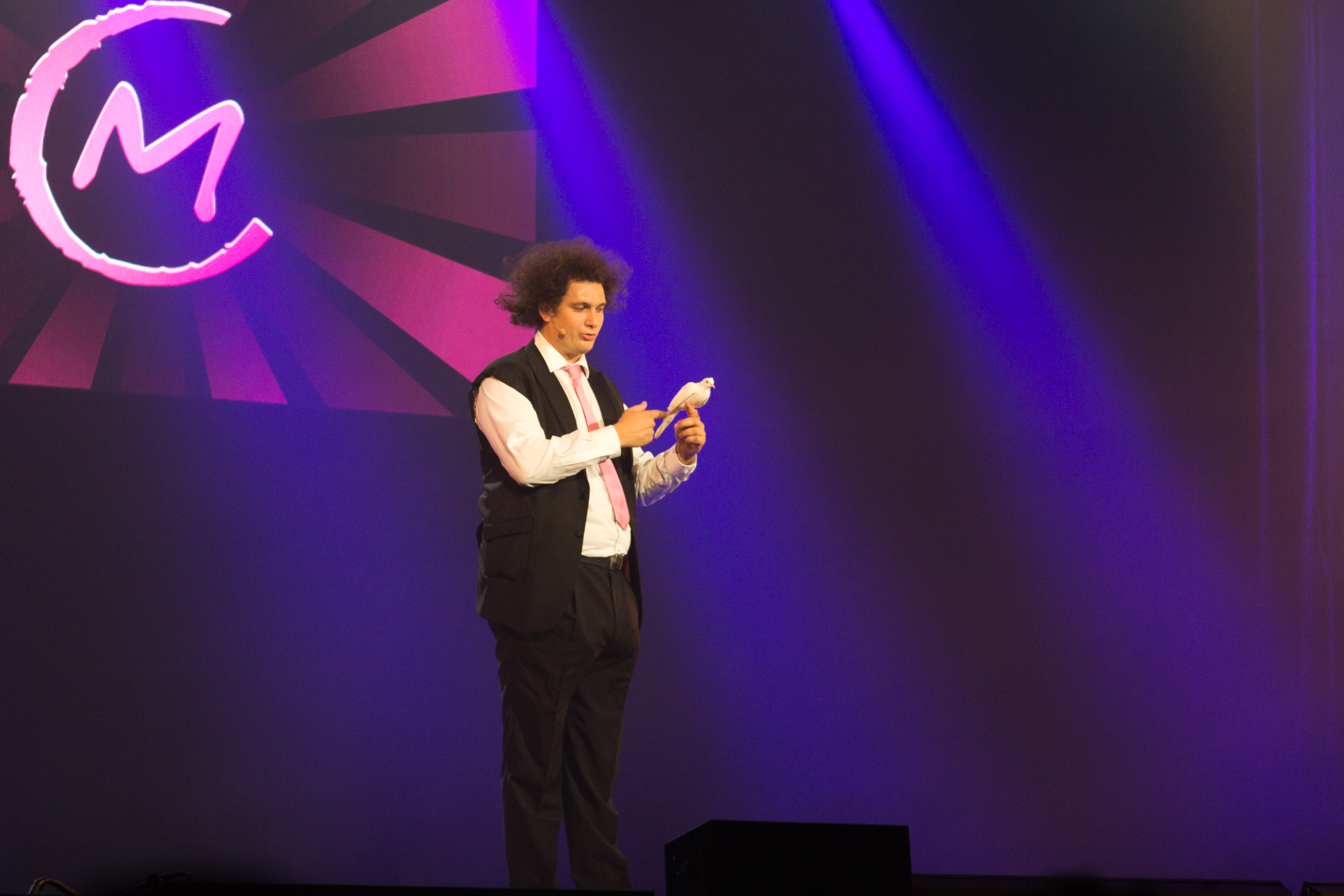
Éric Antoine en juillet 2012, spectacle Mysteric.
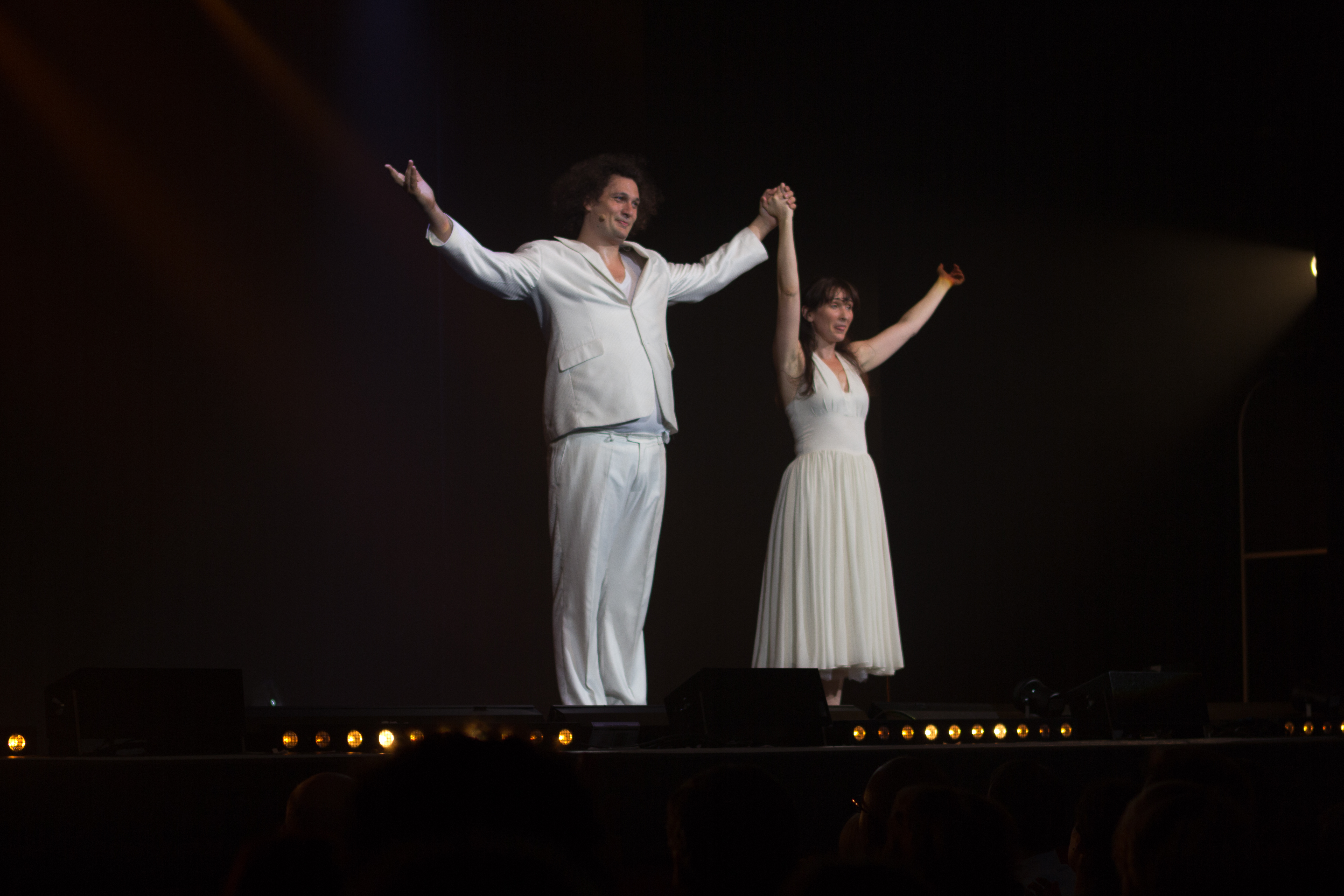
Éric Antoine et Calista Sinclair en juillet 2012.
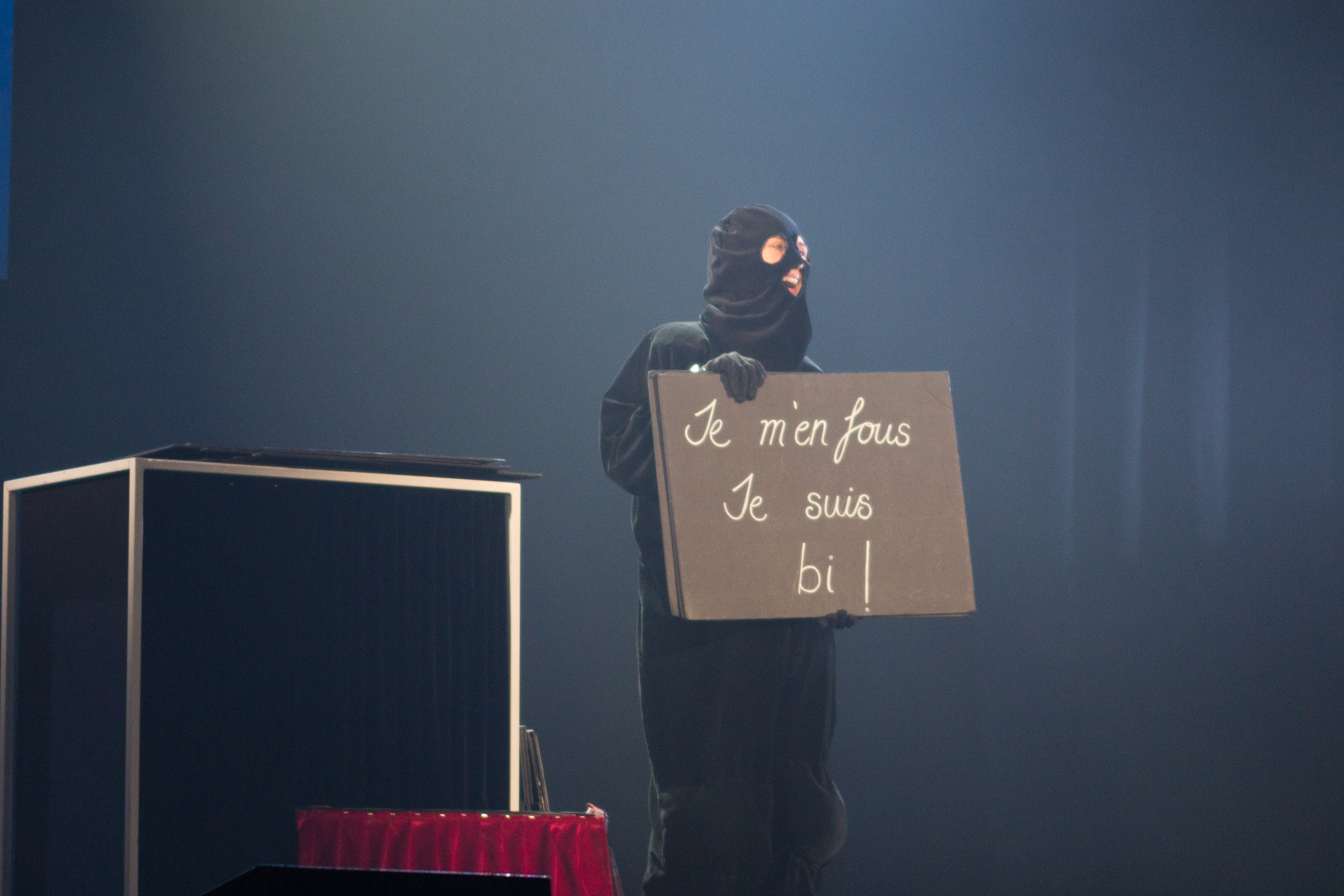
Bernard (alias Calista Sinclair), en juillet 2012.
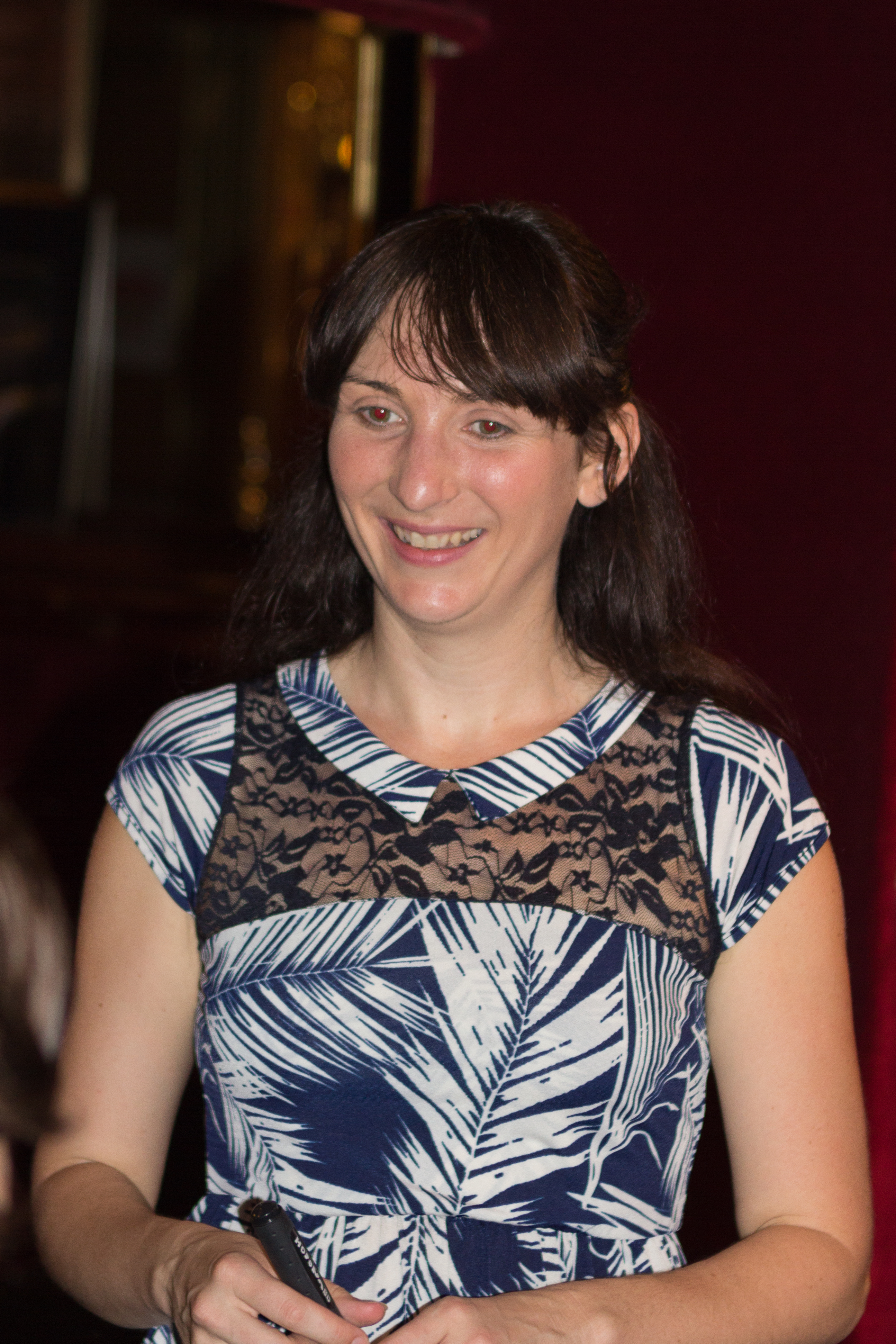
Calista Sinclair en juillet 2012.
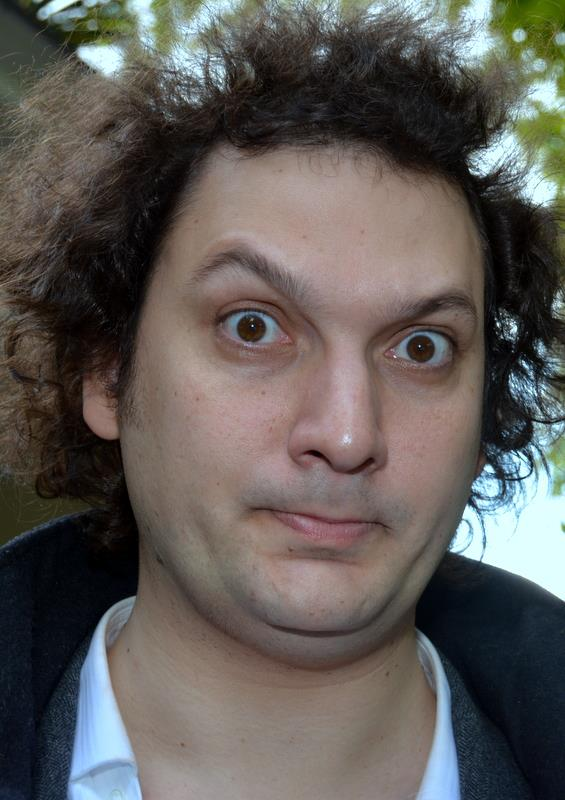
Éric Antoine en avril 2013.